# Volta a l'Argentina
La Volta a l'Argentina fou una competició ciclista per etapes que es disputava a l'Argentina. Encara que la primera data del 1952 i l'última del 2000, només es van celebrar 4 edicions.
L'any 2000, l'espanyol Saúl Morales va morir com a conseqüència d'un camió que va envair la carretera per on circulaven els ciclistes.

## Palmarès
| Any  | Guanyador           | Segon               | Tercer           |
| ---- | ------------------- | ------------------- | ---------------- |
| 1952 | Rik Van Steenbergen | Stan Ockers         | Miguel Sevillano |
| 1991 | Omar Contreras      | Juan Marcelo Aguero | Gustavo Artacho  |
| 1999 | Martin Rittsel      | Zbigniew Piątek     | Martín Garrido   |
| 2000 | David Kenig         | Grzegorz Wajs       | Jairo Hernandez  |